# 兴安南省
兴安南省，是满洲国曾经设立的一个省，地域相当于今通辽市。

## 历史
1932年（大同元年）3月9日，依照《興安省分設三分省之件》，設置興安南分省，分省公署設立於達爾漢王府（今科爾沁左翼中旗保康鎮西南部），臨時辦公地點設置於奉天省遼源縣，6月1日開始辦公。其下管轄科爾沁左翼前旗、科爾沁左翼中旗、科爾沁左翼後旗、科爾沁右翼前旗、科爾沁右翼中旗、科爾沁右翼後旗、扎賚特旗，共計7個旗。
1934年（康德元年）12月1日，改為興安南省，管轄庫倫旗、科爾沁左翼前旗、科爾沁左翼中旗、科爾沁左翼後旗、科爾沁右翼前旗、科爾沁右翼中旗、科爾沁右翼後旗、扎賚特旗、通遼縣。1935年（康德二年）9月1日，省公署轉移到王爺府（後改稱興安，今烏蘭浩特市）。1944年（康德十年）10月1日，伴隨著設置興安總省，興安南省公署改制為總省的派出機關興南地區行署，下轄5旗2縣：
- 科爾沁左翼前旗
- 科爾沁左翼中旗
- 科爾沁左翼後旗
- 庫倫旗
- 奈曼旗
- 通遼縣
- 開魯縣